# Leiko Ikemura
Leiko Ikemura (イケムラレイコ Ikemura Reiko; Tsu, Prefectura de Mie, 22 d'agost de 1951) és una pintora i escultora de nacionalitat japonesa-suïssa, resident a Alemanya.

## Biografia
Va néixer en la localitat japonesa de Tsu el 22 d'agost de 1951. El 1970 va iniciar els seus estudis de literatura espanyola a la Universitat de Llengües Estrangeres d'Osaka, al Japó, on va viure fins a 1972. A partir d'aleshores va continuar els estudis a Espanya. Entre 1973 i 1978 va ser alumna de la Real Academia de Bellas Artes de Santa Isabel de Hungría, a Sevilla, Espanya.
A començaments dels anys vuitanta Ikemura es va establir a Suïssa i les seves obres van ser exposades a Alemanya per primera vegada, establerta ja a Colònia des de 1985. El 1991 es va convertir en professora de pintura a la Universitat de les Arts de Berlín (Universität der Künste Berlin, UDK) i des d'aleshores viu i treballa a Berlín i a Colònia.
Coneguda per les seves representacions de paisatges onírics i les seves cares desintegrades, des dels anys noranta les seves obres representen sobretot figures femenines.
L'obra d'Ikemura es troba en les col·leccions del Centre Pompidou de París, el Museu Nacional d'Art Modern de Tòquio, el Kunstmuseum de Basilea i el Museu Kunstpalast de Düsseldorf, el Museu d'Art Modern de Linz, a Àustria, o el Liechtenstein Kunstmuseum, entre d'altres.

## Premis
- 2014 Premi de Belles Arts de Colònia.[4]
- 2008 Premi August Macke de Hochsauerlandkreis
- 2007 Iserlohn Art Award, la Fundació Comunitària de la caixa d'estalvis de Iserlohn / Wessel-club de
- 2002 La Fundació José i Anni Albers, artista en residència, New Haven, Connecticut, EE. UU..
- 2001 Premi Alemany de la Crítica d'Arts Visuals "," Associació de crítics alemanys i. V. "
- 1988 Premi del Jurat de la Trienal Internacional de Gràfica original
- 1983-84: "Artista de la ciutat de Núremberg" Residència, convidat per la ciutat de Núremberg
- 1981 Premi de la Fundació d'Art Gràfic a Suïssa
- 1981 "Beques de la Fundació Kiefer-Hablitzel", Oficina Federal de Cultura de la Confederació Suïssa

## Exposicions (selecció)
- 2010: "Leiko Ikemura" guanyadora del August Macke Prize en 2009 en el Sauerland-Museum-Arnsberg
- 2008: "A Perspective on Contemporary Art 6: Emotional Drawing", The National Museum of Modern Art, Tòquio, MOMAT, jp
- 2006: "Berlin-Tòquio/Tòquio-Berlin" Neue Nationalgalerie, Berlín, de
- 2002: "Ozean - ein Projekt", Kunstmuseum Liechtenstein, Vaduz, Liechtenstein (només)
- 2001: "Els années lumière" Musée cantonal des Beaux-Arts, Lausanne, ch (només)
- 2001: "Terra! Terra!" Centre Sperimentale d´Art Contemporanea, Caraglio, it
- 2000: "Beyond the horizon" Toyota Municipal Museum of Art, Toyota, jap (només)
- 1999: "Sign of life" Melbourne International Biennal, Pavelló del Japó, Melbourne, au (només)
- 1999: "La raó per a la impressió" Museu d'Art Modern de Medellín, co
- 1999: "Migration" The Haggerty Museum of Art, Milwaukee, eeuu (només)
- 1992: "Ankunft" Kunstwerke, Berlín, de
- 1991: "Double Take" Soho Art House, New York, eeuu
- 1990: "A Perspective of Contemporary Art: Color and/or Monochrome" The National Museum of Art, Kyoto, jap
- 1989: "Leiko Ikemura" Ulmer Museum, Ulm, de (només)
- 1989: "Drawing as Itself" The National Museum of Art, Osaka, jp
- 1988: "Leiko Ikemura" Musée Cantonal des Beaux Arts, Lausanne, ch (només)
- 1988: "Leiko Ikemura" Wolfgang-Gurlitt-Museum, Linz, at (només)
- 1987: "Leiko Ikemura, Gemälde, Zeichnungen 1980-1987" Museum für Gegenwartskunst / Kunstmuseum Basel, ch (només)
- 1985: “Vom Zeichnen“ Frankfurter Kunstverein, Frankfurt del Meno; Kasseler Kunstverein, Kassel; Museum moderner Kunst MUMOK, Viena,
- 1983: Bonner Kunstverein, Bonn, (només)

## Col·leccions Públiques (Selecció)
- Museu Nacional d'Art Modern (França), Centre Pompidou, París
- National Museum of Modern Art, Tòquio, Japó
- National Museum of Art, Osaka, Japó
- Museu d'Art de Basilea, Suïssa
- Kunstmuseum Liechtenstein, Liechtenstein
- Kolumba, Museu d'art del Bisbat de Colònia, Alemanya
- Museu Palacio d'Art de Düsseldorf, Alemanya
- Lents, Museu d'Art de Linz, Àustria
- Museu Municipal d'Art de Toyota, Aichi, Japó